# Организация женщин Наталя
Организация женщин Наталя (англ. Natal Organisation of Women, NOW) — неправительственная женская организация в Южной Африке.
Организация была региональной женской организацией в ЮАР в районе Наталя. Организация была основана в 1983 году и связана с Объединенным демократическим фронтом.

## История
С 1980 года женщины почувствовали необходимость в «постоянной программе, которая объединила бы женщин и решала бы их проблемы».  Группа женщин, основала «Организацию женщин Наталя» в декабре 1983 года. Одним из основателей была Виктория Мксенге. Организация включала женщин всех возрастов, классов и рас. Ценности организации противоречили ценностям женских групп под контролем Партии свободы Инката.

## Деятельность

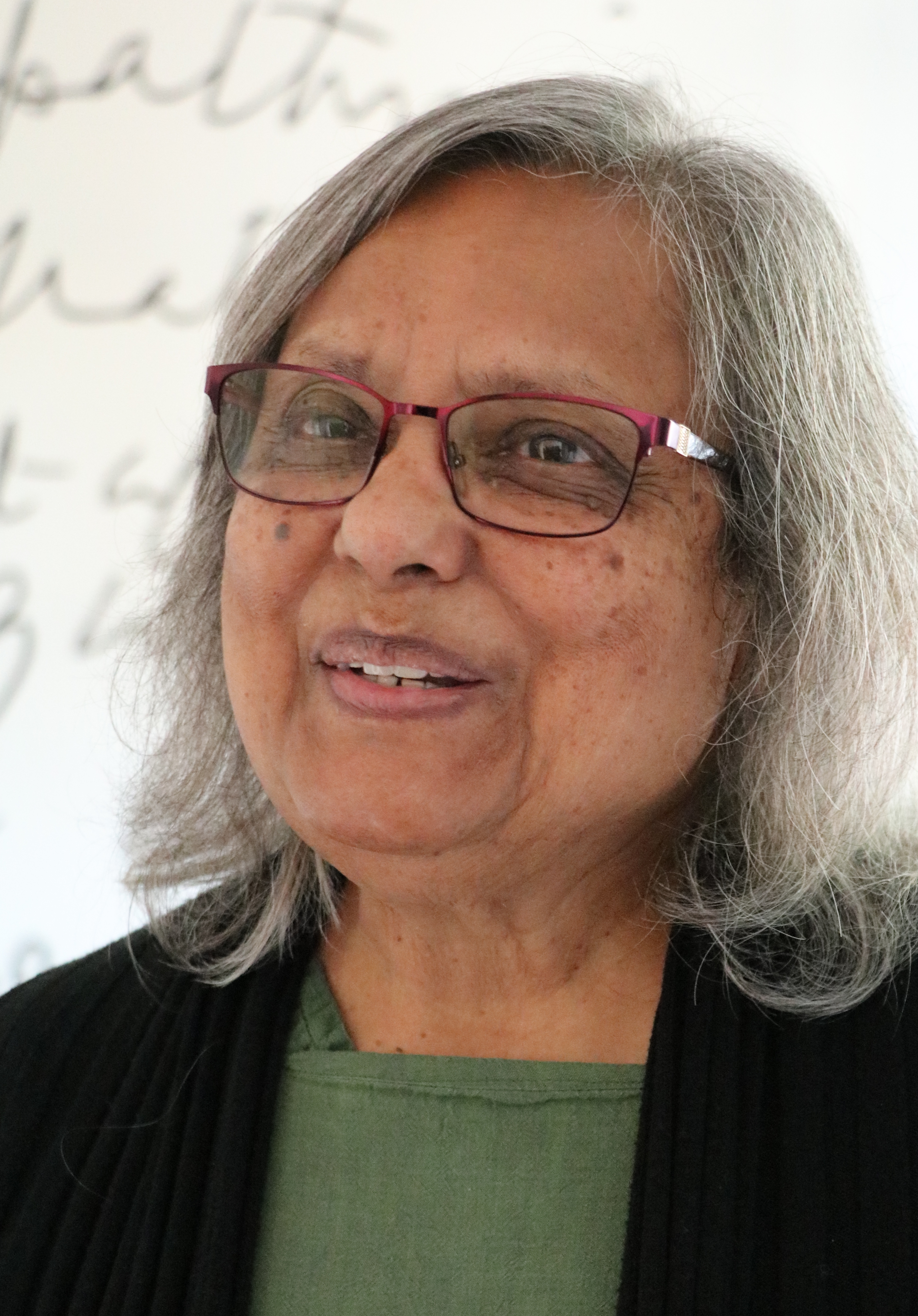
Эла Ганди, участник организации

Организация запустила проектную группу 9 августа 1984 года. Вопросы, которые стояли перед группой включали стоимость жизни, жилья и проблемы, связанные с материнством и уходом за детьми в Южной Африке. Первые филиалы организации были расположены в Дурбане. Первым президентом организации была Фумзиле Мламбо-Нгкука. Когда Мксенге была убита, Nорганизация провела демонстрацию протеста в Дурбане.

## Закрытие

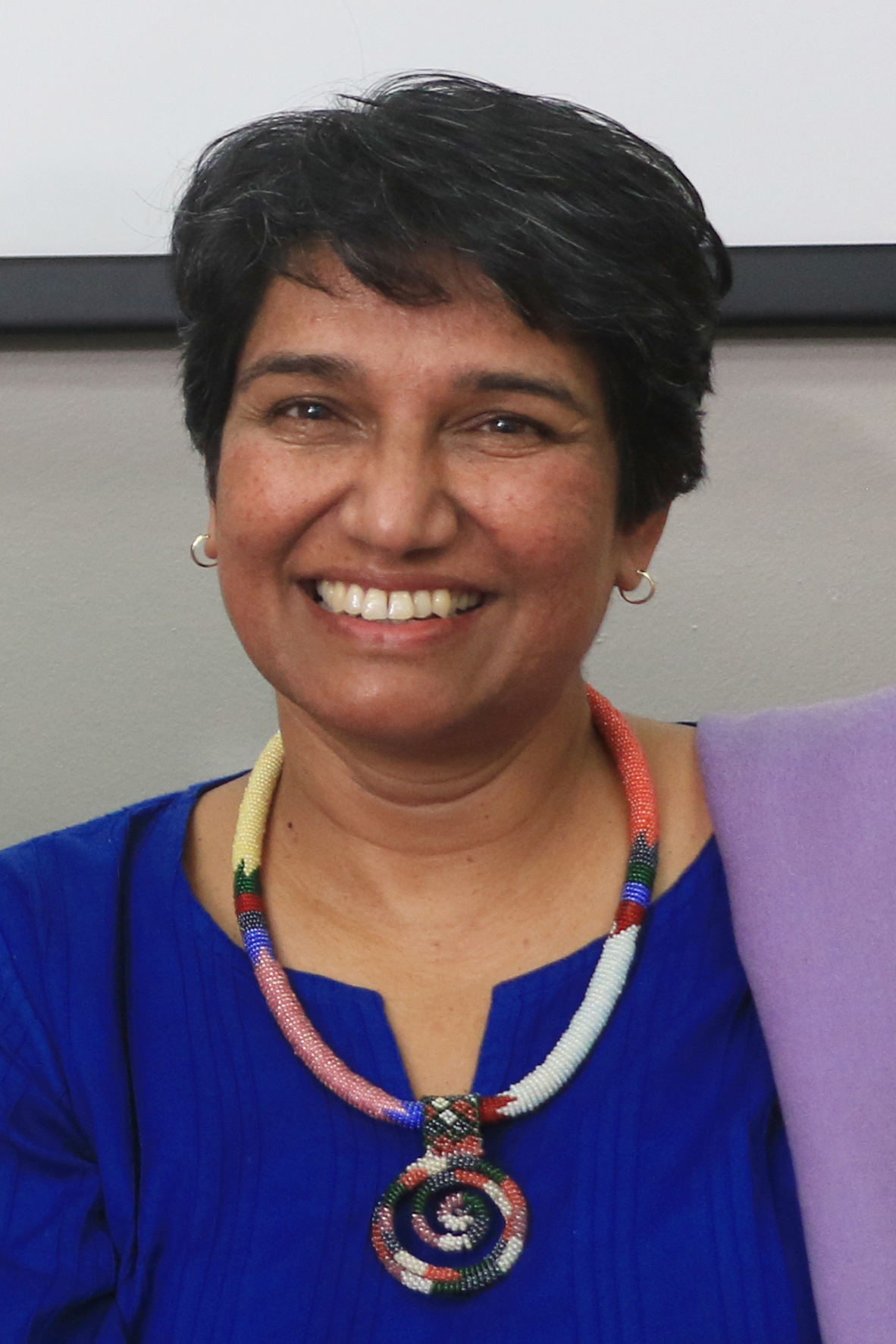
Прег Говендер, участник организации

Организация распалась в 1990 году, и ее члены присоединились к Африканскому национальному конгрессу.

## Известные участники
- Эла Ганди
- Прег Говендер
- Фумзиле Мламбо-Нгкука
- Виктория Мксенге